# Galleria Kalix
Galleria Kalix är en galleria i Kalix, invigd den 9 november 2007. Helt klar blev den under september 2008. Gallerian inrymmer ett 10-tal lokaler, med butikerna Centralkiosken, Fritz Olsson, Gilda, Kinsmen, Kronans Apotek, Synsam, Systembolaget, Team Sportia, Willys Hemma, Kaffe Karlsson och Sibylla. Utanför gallerian finns ett konstverk som i folkmun brukar kallas för Bandybollen, Romkornet eller Löjromsbollen.

## Gallerians namn

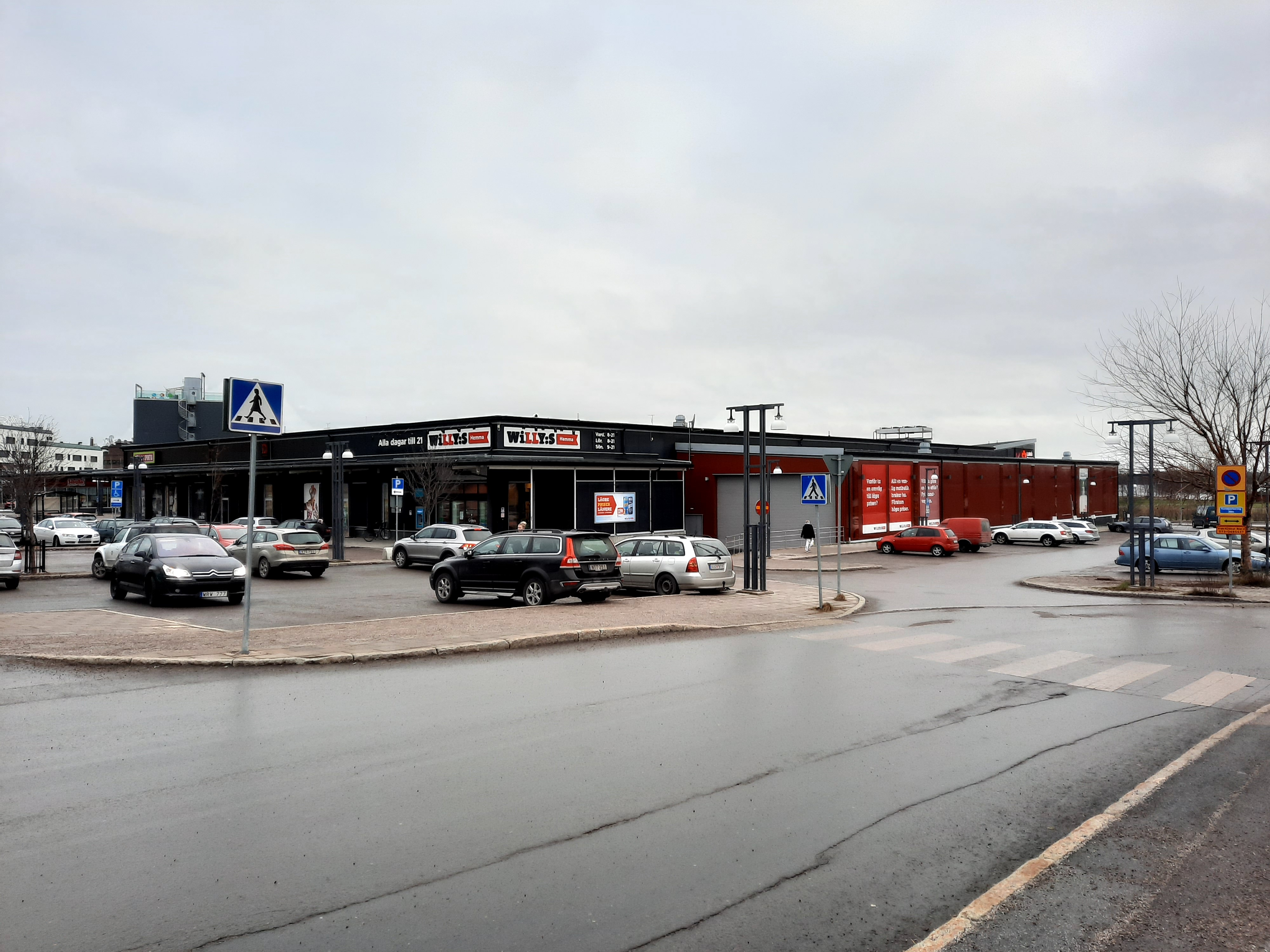
Gallerian som den såg ut hösten 2020. Vid det svarta kundvagnsskjulet vid en av dagens entréer fanns förut Systembolagets varuintag. Den röda byggnaden som är varuintag tillkom vid ombyggnationen 2007/2008.

Galleria Kalix fick sitt namn i samband med invigningen år 2007. Tidigare hette den Chalis City Shopping och innan det Tempo. När den senaste ombyggnationen gjordes anordnades en namntävling och 310 förslag kom in. I juryn fanns politiker, fastighetsägare och en PR-konsult. Det var en tjej från Boden som kom med det vinnande namnförslaget Galleria Kalix. Några andra förslag var Guldkornet, Myran, Älvpärlan med flera. Fastigheten ligger i kvarteret Slaktaren och några av förslagen tog också inspiration därifrån, så som Slaktcity eller just själva namnet Slaktaren.

## Galleriatorget

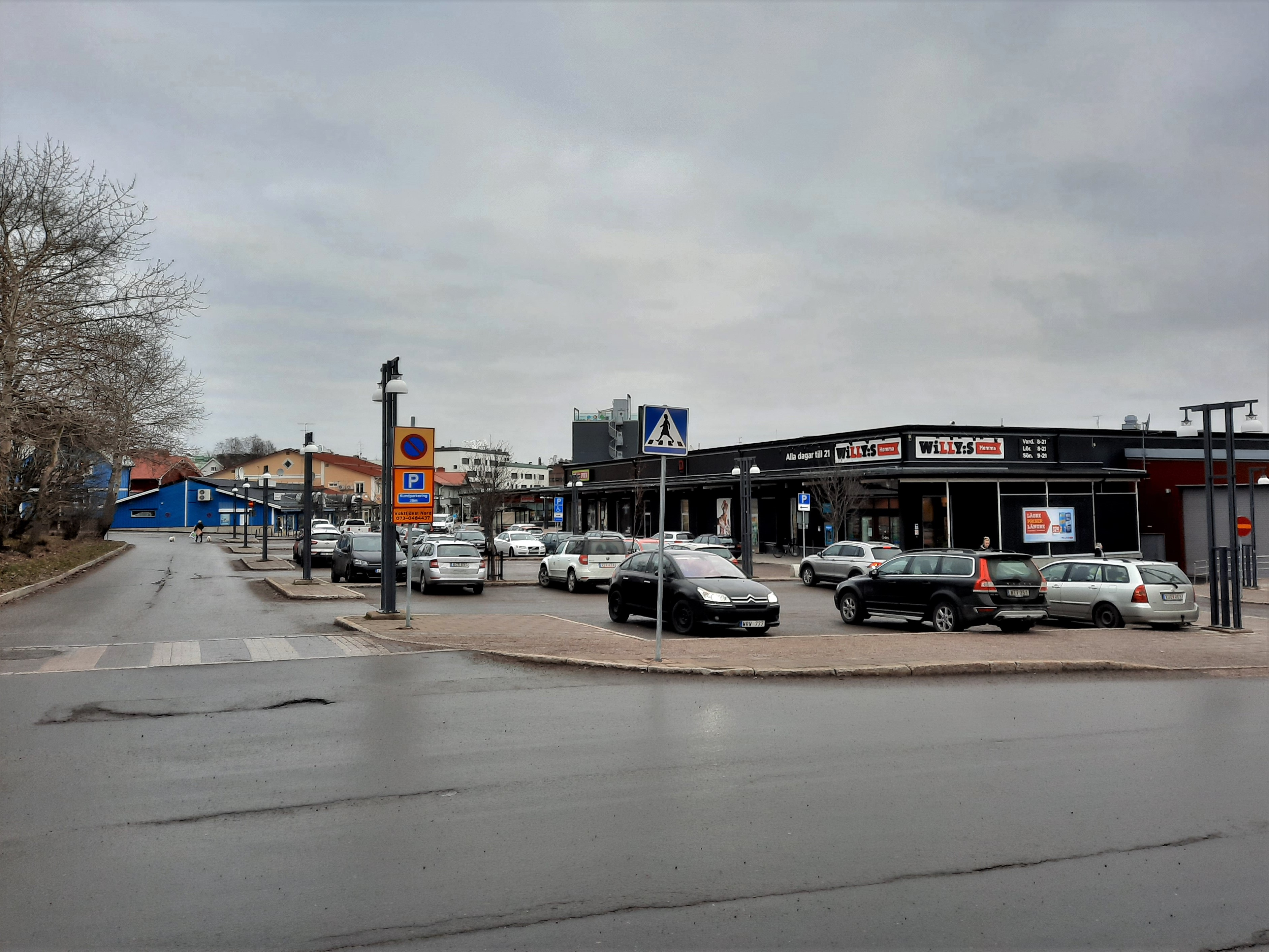
På denna yta vid dagens parkering fanns förut en lekpark och det gamla galleriatorget där blommor med mera brukade säljas.

Kring området har det länge funnits en stor parkering och ett torg. När gallerian byggdes om så skedde det mot den dåvarande parkeringssidan så att många parkeringar försvann. Nya parkeringsutrymmen gjordes dock. På torget brukar det säljas fisk och nybakad norrländsk klådda (mjukt tunnbröd). Den årliga julskyltningen brukar ske på torget, och en julgran brukar pryda torget.

## Historik

### Den ursprungliga byggnaden
År 1966 stod den ursprungliga byggnaden färdig. Den byggdes av Åhlén & Holm och hette då Tempo och exteriören var blå. Systembolaget hade också en lokal i utkanten av byggnaden som kallades för Tempo Norra.
I mitten av 1980-talet lades Tempo ner, och exteriören blev gul och byggnaden gjordes om till Chalis City Shopping. Namnet kvarstod tills den nya namntävlingen var avgjord i samband med ombyggnationen . Efter renoveringen på mitten av 1980-talet öppnades en restaurang i byggnaden, samt flera mindre butiker.
Parkeringen kallades för Tempoparkeringen och förr utgick cykelloppet Midnattsolstrampen härifrån. På Chalis City-tiden var det ofta blomförsäljning och försäljning av halstrad fisk på torget. En lekpark fanns även fram till 2006, då ytan omvandlades till parkering. 

### Företag och matvaruaffärer genom åren
| Årtal                   | Namn          | Noteringar                         |
| ----------------------- | ------------- | ---------------------------------- |
| 1966 - 1983             | Tempo         |                                    |
| 1983 - 1986             | BJ Matmarknad |                                    |
| - 2002-09-25            | Rätt Pris     |                                    |
| 2002-09-26 - 2005-06-15 | Eurospar      |                                    |
| 2005-06-16 - 2010-09    | Hemköp        |                                    |
| 2010-09 - nuvarande     | Willys hemma  | Willys nordligaste butik i Sverige |

| Årtal        | Namn                    | Noteringar                               |
| ------------ | ----------------------- | ---------------------------------------- |
| - 1989       | Netas                   | Restaurang                               |
| 1989-2007    | Elegant Chinarestaurang | Restaurang. Flytt till ny lokal.         |
| - 2017       | Bok och Kontor          | Kalix bokhandel. Stängning pga pension.  |
| - 2020-12    | Dressmann               | Klädbutik                                |
| - 2021-04    | Arctic Shop             | Vildmarksprodukter. Flytt till ny lokal. |
| 2010-2021-04 | Made in Kalix           | Konst och hantverksbutik                 |
| 2017-2024-12 | Kalix Bowlingcenter     | Bowlinghall                              |
| -2025-01     | Eurosko                 | Skobutik                                 |